# منظمة الاستخبارات المشتركة (المملكة المتحدة)
منظمة الاستخبارات المشتركة (الإنجليزية: Joint Intelligence Organisation)هي وكالة استخبارات بريطانية مسؤولة عن تقييم الاستخبارات وتطوير القدرة التحليلية لمجتمع الاستخبارات في المملكة المتحدة. ويرأسها موظف مدني بمستوى السكرتير الدائم. تدعم المنظمة عمل لجنة الاستخبارات المشتركة (المكلفة بتوجيه جهاز الاستخبارات السرية (MI6)، وجهاز الأمن (MI5) ومقر الاتصالات الحكومية ) ومجلس الأمن القومي من خلال تقديم تقييمات استخباراتية للوزراء وكبار المسؤولين.

## تقييم الاستخبارات
تتمثل الوظيفة الأساسية للمنظمة في توفير تقييمات للمواقف والقضايا المثيرة للقلق في الوقت الحالي، وتحذيرات من التهديدات للمصالح البريطانية، وتحديد ومراقبة البلدان المعرضة لخطر عدم الاستقرار. يتألف فريق التقييم من محللي استخبارات من مجموعة واسعة من الإدارات والتخصصات، ويعتمد على مجموعة من المعلومات الاستخباراتية، في المقام الأول من وكالات الاستخبارات البريطانية ولكن أيضًا التقارير الدبلوماسية والمواد مفتوحة المصدر. توافق لجنة الاستخبارات المشتركة على معظم التقييمات قبل توزيعها على الوزراء وكبار المسؤولين.

## رئيس تحليل الاستخبارات
يشغل رئيس مكتب التحقيقات المشترك أيضًا منصب رئيس التحليل الاستخباراتي المهني، ويقدم المشورة بشأن الثغرات والتكرار في تدريب المحللين وتوظيف المحللين وهياكل المهنة وفرص التبادل من أجل تحسين القدرة التحليلية لمجتمع الاستخبارات في المملكة المتحدة. يقوم رئيس التحليل الاستخباراتي المحترف أيضًا بتطوير المنهجية التحليلية والتدريب لجميع محللي الاستخبارات في مجتمع الاستخبارات في المملكة المتحدة.